# Niki Stein
Nikolaus Stein von Kamienski (* 25. Januar 1961 in Essen) ist ein deutscher Regisseur und Drehbuchautor. Er stammt aus einer polnisch-preußischen Adelsfamilie.

## Leben
Seine Eltern sind der Jurist Wolfgang Stein von Kamienski und Hildegard Larink, Tochter des Astronomie-Prof. an der Univ. Hamburg Johannes Larink und der Therese Krebs. Stein hat zwei ältere Schwestern und einen jüngeren Bruder.
Stein studierte zunächst Gesellschafts- und Wirtschaftskommunikation an der Hochschule der Künste Berlin und von 1992 bis 1994 Filmregie bei Hark Bohm und Alexander Mita an der Universität Hamburg sowie der Hamburg Media School und gewann mit seinem ersten Kurzfilm Vorsicht Sepp! 1984 den Hauptpreis beim Europäischen Kurzfilmfestival.
Bekannt wurde er vor allem durch zahlreiche Tatort-Inszenierungen. Neben zahlreichen Tatort-Folgen führte er bei einer Folge der Hörspielserie Radio-Tatort Regie. Fünfmal wurde er für den Adolf-Grimme-Preis nominiert und dreimal für den „Deutschen Fernsehpreis“. Sein Film Die Quittung wurde 2004 mit dem „Deutschen Fernsehpreis“ für das „Beste Drehbuch“ ausgezeichnet. 2010 erhielt er für Buch und Regie des Films Bis nichts mehr bleibt den Bayerischen Fernsehpreis. Der Film wurde auch mit dem „Norddeutschen Filmpreis“ und dem „Prix d´Or“ auf dem FIPA-Festival in Biarritz ausgezeichnet.
Neben seiner Tätigkeit als Drehbuchautor und Filmregisseur hat Niki Stein auch am Theater inszeniert und Regie bei Hörspielen geführt. Außerdem lehrt er an der Internationalen Filmschule Köln und der Hamburg Media School.

## Filmografie (Auswahl)
- 1992: Tatort: Der Mörder und der Prinz (Drehbuch)
- 1993: Tatort: Flucht nach Miami (Drehbuch)
- 1994: Tatort: Die Frau an der Straße (Drehbuch)
- 1995: Schwurgericht (Drehbuch)
- 1996: Die Flughafenklinik – Junge Ärzte im Einsatz
- 1997: Still Movin’
- 1998: Tatort: Manila
- 1998: Tatort: Bildersturm
- 1999: Tatort: Norbert
- 1999: Tatort: Martinsfeuer
- 2001: Die Liebe meines Lebens
- 2002: Das Duo: Totes Erbe
- 2002: Tatort: Oskar
- 2002: Die Pest (1 und 2)
- 2003: Tatort: Frauenmorde
- 2003: Tatort: Das Böse
- 2004: Die Konferenz
- 2004: Die Quittung
- 2005: Tatort: Schürfwunden
- 2005: Tatort: Leerstand
- 2006: Der Mann im Strom
- 2006: Tatort: Pauline
- 2006: Tatort: Der Tag des Jägers
- 2006: Die Todesautomatik
- 2007: Der große Tom
- 2008: Die Frau aus dem Meer
- 2009: Der Tiger oder Was Frauen lieben!
- 2010: Bis nichts mehr bleibt
- 2010: Morgen musst Du sterben
- 2010: Wiedersehen mit einem Fremden
- 2011: Vater Mutter Mörder
- 2012: Rommel
- 2013: Elternabend (AT)
- 2013: Der Tote im Eis
- 2014: Dr. Gressmann zeigt Gefühle
- 2015: Tatort: Der Inder
- 2015: Öl – Die Wahrheit über den Untergang der DDR
- 2015: Das Dorf der Mörder
- 2016: Tatort: HAL
- 2017: Tatort: Dunkle Zeit
- 2018: Die Auferstehung
- 2019: Big Manni (TV-Komödie)
- 2019: Tatort: Borowski und das Haus am Meer
- 2020: Louis van Beethoven
- 2021: Tatort: Macht der Familie
- 2022: Tatort: Der Mörder in mir
- 2023: Ingo Thiel: Briefe aus dem Jenseits
- 2025: Stammheim – Zeit des Terrors

## Theaterinszenierungen
- 2005: „Der Krüppel von Inishmaan“, Martin McDonagh, Theater Baden-Baden
- 2010: „Iphigenie auf Tauris“, Johann Wolfgang von Goethe, Staatstheater Mainz

## Hörspiele
- zusammen mit Leonhard Koppelmann: Rommel, Ufa (Sony Music) B009J3K4M8
- Helmut Krausser: Nahrungsaufnahme während der Zeitnotphase – Gedankenprotokoll einer Schachpartie,[7] 3. Platz „Hörspiel des Jahres 2008“
- Roland Schimmelpfennig: Krim-Krieg in Wiesbaden, ISBN 978-3-86717-335-3.
- Die Streife, Originalhörspiel dt., Bearbeitung Tatiana Nekrasov, Autor und Regie: Niki Stein, Produktion SWR 2022, 55 Min., Ursendung SWR2 7. Aug 2022.[8]

## Veröffentlichungen
- Schneewittchen oder Die Kunst der Entscheidung. In: Beatrice Ottersbach, Thomas Schadt (Hrsg.): Regiebekenntnisse. ISBN 978-3-89669-673-1.
- Unter Piraten. In: FAZ, 20. April 2012.[9]
- "Der Klick. In: Neue Rundschau 2015/4, ISBN 978-3-10-809104-0.
- Wenn unser starker Arm es will, stehen alle Googles still. In: Tagesspiegel, 14. Dezember 2016.[10]
- Ein Schreckensszenario fast wie im eigenen Spielfilm. In: FAZ, 5. Februar 2020[11]
- Der Rest ist Schweigen. In: FAZ, 11. April 2020[12]

## Genealogie
- Walter von Hueck, Erik Amburger, Friedrich Wilhelm Euler, Detlev Schwennicke, u. a.: Genealogisches Handbuch des Adels. Adelige Häuser. B (Briefadel). 1986. Band XVII, Band 89 der Gesamtreihe GHdA, Hrsg. Deutsches Adelsarchiv, C. A. Starke, Glücksburg/Ostsee 1986, S. 459 f.